# Cyrylica

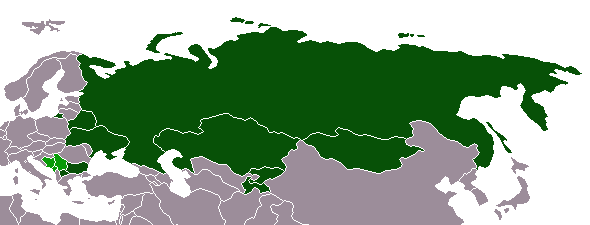
Obszar, na którym używana jest cyrylica

Cyrylica – pismo alfabetyczne służące do zapisu języków wschodniosłowiańskich, większości południowosłowiańskich i innych. Nazwa nawiązuje do „apostoła Słowian“ – św. Cyryla, który wspólnie ze św. Metodym, prowadząc misję wielkomorawską wśród Słowian, zapisał i wprowadził do liturgii język słowiański. Do zapisu tego języka zostały stworzone dwa alfabety – najpierw głagolica, z której zostały później zapożyczone niektóre litery cyrylicy, a potem cyrylica.

## Historia
Cyrylica została oparta na greckiej majuskule. Za twórcę cyrylicy uznaje się któregoś z uczniów Cyryla i Metodego, przy czym najczęściej przywołuje się tu imiona Klimenta Ochrydzkiego bądź Konstantyna Presławskiego. Pierwsze ślady użycia cyrylicy pochodzą z terenów wschodniej Bułgarii. Za najstarszy zabytek cyrylicki uważane są inskrypcje z monasteru w pobliżu wsi Krepcza, datowane na 921 rok, lub inskrypcja z odnalezionego w 2023 roku w Bułgarii napierśnika, datowanego pomiędzy 916 a 927 rokiem. W ciągu X–XII w. cyrylica rozprzestrzeniła się z Bułgarii na tereny Serbii oraz Rusi Kijowskiej.
Cyrylica używana współcześnie dla zapisu rozmaitych języków jest alfabetem częściowo zreformowanym i unowocześnionym w stosunku do wersji pierwotnej i nosi nazwę grażdanki (ros. skrót od grażdanskij szrift, tj. pismo obywatelskie, świeckie). Reformy cyrylicy dokonano w Rosji na początku XVIII wieku za sprawą Piotra Wielkiego. Projekt reformy z osobistymi uwagami cara pochodzi z roku 1709. Początkowo zreformowanego pisma używano wyłącznie w kancelarii carskiej dla zapisu oficjalnych dokumentów państwowych, później jej użycie rozszerzyło się także na inne sfery piśmiennictwa, najpierw rosyjskiego, a następnie także południowosłowiańskiego. Przy pierwotnej wersji cyrylicy pozostała cerkiew prawosławna, wykorzystująca zapisane tym alfabetem księgi liturgiczne w języku cerkiewnosłowiańskim.
W Serbii reformy pisma dokonał w pierwszej połowie XIX w. Vuk Karadžić. Usunął on m.in. znaki ъ, ь pisane na końcu wyrazów, wprowadził znaki љ, њ, џ dla miękkiego l', miękkiego n' oraz dla dż, ujednolicił także pisownię joty, wprowadzając łaciński znak j w miejsce dotychczasowych rozmaicie zapisywanych liter.
W Rosji po rewolucji lutowej przygotowano kolejny projekt reformy pisma, zatwierdzony przez Akademię Nauk 5 lipca 1917 roku. Reforma zmierzała do uproszczenia pisowni i ortografii. Zgodnie z nowymi zasadami, z alfabetu rosyjskiego usunięto litery ѣ (jać), ѳ (fita) oraz i (tzw. i diesiatiericznoje), zastępując je odpowiednio znakami е, ф, и. Ostatecznie usunięto też ѵ (iżycę), używaną jedynie w tekstach religijnych, w dodatku w bardzo niewielu słowach. Zarzucono stawianie twardego znaku na końcu wyrazów kończących się spółgłoską. Reforma uzyskała moc obowiązującą w 1918 roku, już pod rządami bolszewików. Reformy nie zaakceptowała część emigracji rosyjskiej oraz duchowieństwo, wiele publikacji emigracyjnych drukowano według dawnych zasad.
Reforma grażdanki bułgarskiej dokonana została na wzór rosyjski w 1944 roku.
Cyrylica przyjęta została przez większość języków z terenu byłego ZSRR (wyjątkami były: estoński, gruziński, litewski, łotewski, ormiański), a także w językach: serbsko-chorwackim (w wariancie serbskim), bułgarskim, macedońskim i mongolskim (tylko w Mongolii).
Po rozpadzie ZSRR w kilku jego byłych republikach następuje odwrót od alfabetów opartych na cyrylicy na rzecz alfabetów opartych na łacińskim: Azerbejdżan, Mołdawia (z wyjątkiem Naddniestrza), Turkmenistan, Uzbekistan.
W 2017 roku prezydent Nursułtan Nazarbajew zapowiedział do 2025 roku rezygnację przez Kazachstan z cyrylicy i przejście na alfabet łaciński.

## Opis
W cyrylicy wyróżnia się wielkie i małe litery, jednak w przeciwieństwie do alfabetu łacińskiego różnią się one głównie wielkością, nie kształtem. Czasem znacznie różni się za to od pisma prostego kursywa (zwłaszcza małe litery), np. Гг Гг, Дд Дд, Ии Ии, Цц Цц, Џџ Џџ, Шш Шш. Istnieją także niewielkie różnice w postaci kursywy w różnych językach.
| Cyrylica  | Cyrylica   | Cyrylica             | Cyrylica               | Cyrylica           | Cyrylica             | Cyrylica                 | Cyrylica    | Cyrylica                 | Cyrylica          | Cyrylica         | Cyrylica   | Cyrylica   |
| --------- | ---------- | -------------------- | ---------------------- | ------------------ | -------------------- | ------------------------ | ----------- | ------------------------ | ----------------- | ---------------- | ---------- | ---------- |
| Аа A (a)  | Бб Be (b)  | Вв We (v)            | Гг Gie lub Hie (g)     | Ѓѓ Gie miękkie (ǵ) | Ґґ Ge (g̀)            | Дд De (d)                | Ђђ Dzie (đ) | Ее Je (ê)                | Єє Je ukraiń. (ê) | Ѐѐ E grave       | Ёё Jo (ë)  | Жж Że (ž)  |
| Ѕѕ Dz (ẑ) | Зз Ze (z)  | Ии I (i)             | Іі I ukraiń. (í)       | Її Ji (ï)          | Йй J (I krótkie) (j) | Ѝѝ I grave               | Јј Ji (ĵ)   | Кк Ka                    | Ќќ Kje (ḱ)        | Лл El (l)        | Љљ Lje (l̂) | Мм Em (m)  |
| Нн En (n) | Њњ Nje (n̂) | Оо O (o)             | Пп Pe (p)              | Рр Er (r)          | Сс Es (s)            | Тт Te (t)                | Ћћ Cie (ć)  | Ѹѹ U                     | Уу U (u)          | Ўў U krótkie (ŭ) | Фф Ef (f)  | Хх Cha (h) |
| Ѡѡ Omega  | Цц Ce (c)  | Чч Cze (č)           | Џџ Dże (ẑ)             | Шш Sza (š)         | Щщ Szcza (ŝ)         | Ъъ Jor (twardy znak) (ʺ) | Ыы Jery (y) | Ьь Jer (miękki znak) (ʹ) | Ѣѣ Jać            | Ээ E (è)         | Юю Ju (û)  | Яя Ja (â)  |
| Ꙗꙗ Ja     | Ѥѥ Je      | Ѧѧ Jes (mały jus, ę) | Ѫѫ Jus (wielki jus, ą) | Ѩѩ Ję              | Ѭѭ Ją                | Ѯѯ Ksi                   | Ѱѱ Psi      | Ѳѳ Teta                  | Ѵѵ Iżyca          | Ѷѷ Iżyca okowy   | Ѿѿ Ot      |            |

- Rosyjskie litery wytłuszczone; zarzucone pochylone; w nawiasach transliteracja[6]

Wersje cyrylicy współcześnie używane do zapisywania poszczególnych języków nieco różnią się od siebie nawzajem.
Cyrylica w kroju podstawowym i kursywie:
| А а | Б б | В в | Г г | Д д | Е е | Ё ё | Ж ж | З з | И и | Й й | К к | Л л | М м | Н н | О о | П п | Р р | С с | Т т | У у | Ф ф | Х х | Ц ц | Ч ч | Ш ш | Щ щ | Ъ ъ | Ы ы | Ь ь | Э э | Ю ю | Я я |
| А а | Б б | В в | Г г | Д д | Е е | Ё ё | Ж ж | З з | И и | Й й | К к | Л л | М м | Н н | О о | П п | Р р | С с | Т т | У у | Ф ф | Х х | Ц ц | Ч ч | Ш ш | Щ щ | Ъ ъ | Ы ы | Ь ь | Э э | Ю ю | Я я |

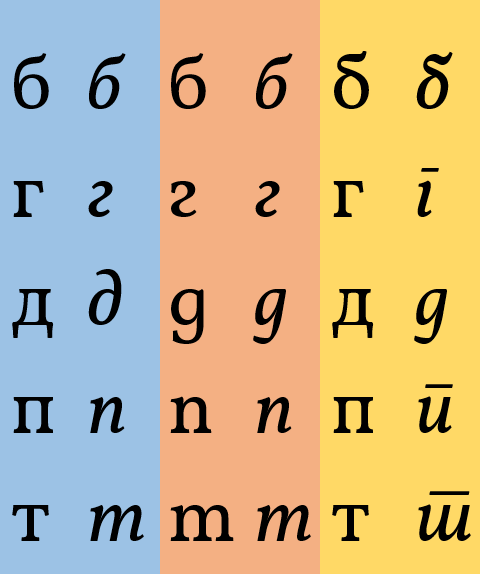
Różnice w postaciach liter w kroju prostym (po lewej) i w kursywie (po prawej) w językach rosyjskim (niebieskie pole), bułgarskim (pomarańczowe) oraz serbskim i macedońskim (żółte)

Cyrylica w piśmie odręcznym w zasadzie identyczna jest, jak w kursywie, a te z liter, których wygląd w piśmie odręcznym jest wyraźnie odmienny niż w druku lub może budzić wątpliwości, pokazane są w zestawieniu poniżej.
|  |

## Cyrylica używana w różnych krajach

### Wczesna cyrylica
Cyrylica została utworzona dla języka staro-cerkiewno-słowiańskiego. Zastąpiła wcześniej używaną głagolicę. Pierwotnie zawierała kilka dziś nieużywanych liter i była jeszcze przez długi czas używana do zapisu liczb.

### Współczesna cyrylica rosyjska
| Litera | Kursywa | Transliteracja | Transkrypcja       | Transkrypcja                        | Transkrypcja                        |
| Litera | Kursywa | Transliteracja | Na początku wyrazu | W środku/na końcu wyrazu            | W środku/na końcu wyrazu            |
| Litera | Kursywa | Transliteracja | Na początku wyrazu | Po samogłosce                       | Po spółgłosce                       |
| ------ | ------- | -------------- | ------------------ | ----------------------------------- | ----------------------------------- |
| А а    | А а     | A a            | a                  | a                                   | a                                   |
| Б б    | Б б     | B b            | b                  | b                                   | b                                   |
| В в    | В в     | V v            | w                  | w                                   | w                                   |
| Г г    | Г г     | G g            | g                  | g                                   | g                                   |
| Д д    | Д д     | D d            | d                  | d                                   | d                                   |
| Е е    | Е е     | E e            | je                 | je                                  | ie, e                               |
| Ё ё    | Ё ё     | Ë ë            | jo                 | jo                                  | io, o                               |
| Ж ж    | Ж ж     | Ž ž            | ż                  | ż                                   | ż                                   |
| З з    | З з     | Z z            | z                  | z                                   | z                                   |
| И и    | И и     | I i            | i                  | ji                                  | i, y                                |
| Й й    | Й й     | J j            | j                  | j                                   | j                                   |
| К к    | К к     | K k            | k                  | k                                   | k                                   |
| Л л    | Л л     | L l            | ł, l               | ł, l                                | ł, l                                |
| М м    | М м     | M m            | m                  | m                                   | m                                   |
| Н н    | Н н     | N n            | n                  | n                                   | n                                   |
| О о    | О о     | O o            | o                  | o                                   | o                                   |
| П п    | П п     | P p            | p                  | p                                   | p                                   |
| Р р    | Р р     | R r            | r                  | r                                   | r                                   |
| С с    | С с     | S s            | s                  | s                                   | s                                   |
| Т т    | Т т     | T t            | t                  | t                                   | t                                   |
| У у    | У у     | U u            | u                  | u                                   | u                                   |
| Ф ф    | Ф ф     | F f            | f                  | f                                   | f                                   |
| Х х    | Х х     | H h            | ch                 | ch                                  | ch                                  |
| Ц ц    | Ц ц     | C c            | c                  | c                                   | c                                   |
| Ч ч    | Ч ч     | Č č            | cz                 | cz                                  | cz                                  |
| Ш ш    | Ш ш     | Š š            | sz                 | sz                                  | sz                                  |
| Щ щ    | Щ щ     | Ŝ ŝ            | szcz               | szcz                                | szcz                                |
| Ъ ъ    | Ъ ъ     | ″              | nieużywany         | jer (znak) twardy                   | jer (znak) twardy                   |
| Ы ы    | Ы ы     | Y y            | y                  | y                                   | y                                   |
| Ь ь    | Ь ь     | '              | nieużywany         | jer (znak) miękki lub pomija się 1) | jer (znak) miękki lub pomija się 1) |
| Э э    | Э э     | È è            | e                  | e                                   | e                                   |
| Ю ю    | Ю ю     | Û û            | ju                 | ju                                  | iu, u                               |
| Я я    | Я я     | Â â            | ja                 | ja                                  | ia, a                               |

Zalecenia typograficzne
W standardzie Unicode do transliteracji znaku miękkiego (Ь ь) i znaku twardego (Ъ ъ) przewidziano następujące znaki pisarskie alfabetu łacińskiego:
- znak miękki: modyfikator prim (U+02B9) MODIFIER LETTER PRIME (ʹ)
- znak twardy: modyfikator bis (U+02BA) MODIFIER LETTER DOUBLE PRIME (ʺ)

W przypadku braku tych znaków można użyć;
- dla znaku miękkiego: (') apostrof ASCII U+0027 (′) prim U+2032 (´) akut U+00B4;
- dla znaku twardego: (") cudzysłów ASCII U+0022 (″) bis U+2033

Nie należy używać apostrofu typograficznego (’) U+2019, ani górnego cudzysłowu zamykającego (”) U+201D.

### Współczesna cyrylica serbska
| Litera | Kursywa | Odpowiednik w łacince | Transliteracja | Transkrypcja |
| ------ | ------- | --------------------- | -------------- | ------------ |
| А а    | А а     | A a                   | A a            | a            |
| Б б    | Б б     | B b                   | B b            | b            |
| В в    | В в     | V v                   | V v            | w            |
| Г г    | Г г     | G g                   | G g            | g            |
| Д д    | Д д     | D d                   | D d            | d            |
| Ђ ђ    | Ђ ђ     | Đ, đ                  | Ď, ď           | dź           |
| Е е    | Е е     | E e                   | E e            | e            |
| Ж ж    | Ж ж     | Ž ž                   | Ž ž            | ż            |
| З з    | З з     | Z z                   | Z z            | z            |
| И и    | И и     | I i                   | I i            | i            |
| Ј ј    | Ј ј     | J, j                  | J, j           | j            |
| К к    | К к     | K k                   | K k            | k            |
| Л л    | Л л     | L l                   | L l            | l            |
| Љ љ    | Љ љ     | Lj, lj                | Ľ, ľ           | lj           |
| М м    | М м     | M m                   | M m            | m            |
| Н н    | Н н     | N n                   | N n            | n            |
| Њ њ    | Њ њ     | Nj, nj                | Ň, ň           | nj           |
| О о    | О о     | O o                   | O o            | o            |
| П п    | П п     | P p                   | P p            | p            |
| Р р    | Р р     | R r                   | R r            | r            |
| С с    | С с     | S s                   | S s            | s            |
| Т т    | Т т     | T t                   | T t            | t            |
| Ћ ћ    | Ћ ћ     | Ć, ć                  | Ť, ť           | ć            |
| У у    | У у     | U u                   | U u            | u            |
| Ф ф    | Ф ф     | F f                   | F f            | f            |
| Х х    | Х х     | H h                   | H h            | h            |
| Ц ц    | Ц ц     | C c                   | C c            | c            |
| Ч ч    | Ч ч     | Č č                   | Č č            | cz           |
| Џ џ    | Џ џ     | Dž dž                 | Dž dž          | dż           |
| Ш ш    | Ш ш     | Š š                   | Š š            | sz           |

### Współczesna cyrylica bułgarska
Cyrylica służąca do zapisu języka bułgarskiego jest bardzo podobna do rosyjskiej i różni się od niej kilkoma tylko niewielkimi zmianami, takimi jak nieobecność liter „э” oraz „ы”. Poza tym pewne litery w bułgarskim wymawiane są inaczej niż w rosyjskim, a więc odpowiednio „e” to „e” (nie „je”), „щ” to „szt” zaś „ъ” to samogłoska między „a” oraz „y” (szwa).
| Litera | Transliteracja | Transkrypcja |
| ------ | -------------- | ------------ |
| А а    | A a            | a            |
| Б б    | B b            | b            |
| В в    | V v            | w            |
| Г г    | G g            | g            |
| Д д    | D d            | d            |
| Е е    | E e            | e            |
| Ж ж    | Ž ž            | ż            |
| З з    | Z z            | z            |
| И и    | I i            | i            |
| Й й    | J j            | j            |
| К к    | K k            | k            |
| Л л    | L l            | l, ł         |
| М м    | M m            | m            |
| Н н    | N n            | n            |
| О о    | O o            | o            |
| П п    | P p            | p            |
| Р р    | R r            | r            |
| С с    | S s            | s            |
| Т т    | T t            | t            |
| У у    | U u            | u            |
| Ф ф    | F f            | f            |
| Х х    | H h            | ch           |
| Ц ц    | C c            | c            |
| Ч ч    | Č č            | cz           |
| Ш ш    | Š š            | sz           |
| Щ щ    | Ŝ ŝ            | szt          |
| Ъ ъ    | ", Ă ă         | y            |
| Ю ю    | Û û            | ju           |
| Я я    | Â â            | ja           |

### Współczesna cyrylica macedońska
Język macedoński posługuje się cyrylicą zbliżoną do serbskiej, jednak z kilkoma drobnymi zmianami, dostosowującymi alfabet do dźwięków tego języka, takimi jak „dz” (s), miękkie „g” i miękkie „k”.
|          | Transliteracja | Transliteracja              | Transkrypcja | Transkrypcja |
| Cyrylica | Łacinka        | Unikod                      | Łacinka      | Unikod       |
| -------- | -------------- | --------------------------- | ------------ | ------------ |
| А а      | A a            |                             | a            |              |
| Б б      | B b            |                             | b            |              |
| В в      | V v            |                             | w            |              |
| Г г      | G g            |                             | g            |              |
| Д д      | D d            |                             | d            |              |
| Ѓ ѓ      | Ǵ ǵ            | (U+01F4); (U+01F5)          | ǵ            | (U+01F5)     |
| Е е      | E e            |                             | e            |              |
| Ж ж      | Ž ž            | (U+017D); (U+017E)          | ż            |              |
| З з      | Z z            |                             | z            |              |
| Ѕ ѕ      | Ẑ ẑ            | (U+1E90); (U+1E91)          | dz           |              |
| И и      | I i            |                             | i            |              |
| J j      | J̌ ǰ            | (U+004A)+(U+030C); (U+01F0) | j            |              |
| К к      | K k            |                             | k            |              |
| Л л      | L l            |                             | ł            |              |
| Љ љ      | L̂ l̂            |                             | l            |              |
| М м      | M m            |                             | m            |              |
| Н н      | N n            |                             | n            |              |
| Њ њ      | N̂ n̂            |                             | ń, ni        |              |
| О о      | O o            |                             | o            |              |
| П п      | P p            |                             | p            |              |
| Р р      | R r            |                             | r            |              |
| С с      | S s            |                             | s            |              |
| Т т      | T t            |                             | t            |              |
| Ќ ќ      | Ḱ ḱ            | (U+1E30); (U+1E31)          | ḱ            | (U+1E31)     |
| У у      | U u            |                             | u            |              |
| Ф ф      | F f            |                             | f            |              |
| Х х      | H h            |                             | ch           |              |
| Ц ц      | C c            |                             | c            |              |
| Ч ч      | Č č            | (U+010C); (U+010D)          | cz           |              |
| Џ џ      | D̂ d̂            |                             | dż           |              |
| Ш ш      | Š š            | (U+0160); (U+0161)          | sz           |              |

### Współczesna cyrylica białoruska
| Litera | Transliteracja | Łacinka   | Transkrypcja                          |
| ------ | -------------- | --------- | ------------------------------------- |
| А а    | A a            | A a       | a                                     |
| Б б    | B b            | B b       | b                                     |
| В в    | V v            | V v       | w                                     |
| Г г    | G g            | H h       | h                                     |
| Д д    | D d            | D d       | d                                     |
| Е е    | E e            | Je je, ie | je, ie, e                             |
| Ё ё    | Ё ё            | Jo jo, io | jo, io, e                             |
| Ж ж    | Ž ž            | Ž ž       | ż                                     |
| З з    | Z z            | Z z       | z                                     |
| І і    | Ì ì            | I i       | i                                     |
| Й й    | J j            | J j       | j                                     |
| К к    | K k            | K k       | k                                     |
| Л л    | L l            | Ł ł, L l  | l, ł                                  |
| М м    | M m            | M m       | m                                     |
| Н н    | N n            | N n       | n                                     |
| О о    | O o            | O o       | o                                     |
| П п    | P p            | P p       | p                                     |
| Р р    | R r            | R r       | r                                     |
| С с    | S s            | S s       | s                                     |
| Т т    | T t            | T t       | t                                     |
| У у    | U u            | U u       | u                                     |
| Ў ў    | Ŭ ŭ            | Ŭ ŭ       | u(ł)                                  |
| Ф ф    | F f            | F f       | f                                     |
| Х х    | H h            | Ch ch     | ch                                    |
| Ц ц    | C c            | C c       | c                                     |
| Ч ч    | Č č            | Cz cz     | cz                                    |
| Ш ш    | Š š            | Š š       | sz                                    |
| Ы ы    | Y y            | Y y       | y                                     |
| Ь ь    | '              | ´         | ́ (znak zmiękczenia) lub pomija się 1) |
| Э э    | È è            | E e       | e                                     |
| Ю ю    | Û û            | Ju ju, iu | ju, iu, u                             |
| Я я    | Â â            | Ja ja, ia | ja, ia, a                             |

1) Transkrypcja niektórych liter w połączeniu ze znakiem zmiękczenia:

зь – ź, ль – l, нь – ń, сь – ś, ць – ć
Dwuznaki:

дз (transkrypcja: dz)

дзь (transkrypcja: dź)

дж (transkrypcja: dż)

### Współczesna cyrylica rusińska
| Łemkowski | Rusiński Słowacji | Rusiński Wojwodiny | łacińska transkrypcja |
| --------- | ----------------- | ------------------ | --------------------- |
| А а       | А а               | А а                | a                     |
| Б б       | Б б               | Б б                | b                     |
| В в       | В в               | В в                | w                     |
| Г г       | Г г               | Г г                | h                     |
| Ґ ґ       | Ґ ґ               | Ґ ґ                | g                     |
| Д д       | Д д               | Д д                | d                     |
| Е е       | Е е               | Е е                | e                     |
| Є є       | Є є               | Є є                | je                    |
| –         | Ё ё               | –                  | e                     |
| Ж ж       | Ж ж               | Ж ж                | ż                     |
| З з       | З з               | З з                | z                     |
| І і       | І і               | –                  | i                     |
| –         | Ї ї               | Ї ї                | ji                    |
| И и       | И и               | И и                | y                     |
| Ы ы       | Ы ы               | –                  | y                     |
| Й й       | Й й               | Й й                | j                     |
| К к       | К к               | К к                | k                     |
| Л л       | Л л               | Л л                | ł                     |
| М м       | М м               | М м                | m                     |
| Н н       | Н н               | Н н                | n                     |
| О о       | О о               | О о                | o                     |
| П п       | П п               | П п                | p                     |
| Р р       | Р р               | Р р                | r                     |
| С с       | С с               | С с                | s                     |
| Т т       | Т т               | Т т                | t                     |
| У у       | У у               | У у                | u                     |
| Ф ф       | Ф ф               | Ф ф                | f                     |
| Х х       | Х х               | Х х                | ch                    |
| Ц ц       | Ц ц               | Ц ц                | c                     |
| Ч ч       | Ч ч               | Ч ч                | cz                    |
| Ш ш       | Ш ш               | Ш ш                | sz                    |
| Щ щ       | Щ щ               | Щ щ                | szcz                  |
| Ю ю       | Ю ю               | Ю ю                | ju                    |
| Я я       | Я я               | Я я                | ja                    |
| Ь ь       | Ь ь               | Ь ь                | „miękki znak”         |
| Ъ ъ       | Ъ ъ               | –                  | „twardy znak”         |

### Współczesna cyrylica ukraińska
| Litera | Transliteracja | Transkrypcja                         |
| ------ | -------------- | ------------------------------------ |
| А а    | A a            | a                                    |
| Б б    | B b            | b                                    |
| В в    | V v            | w                                    |
| Г г    | G g            | h                                    |
| Ґ ґ    | G̀ g̀            | g                                    |
| Д д    | D d            | d                                    |
| Е е    | E e            | e                                    |
| Є є    | Ê ê            | je, ie, e                            |
| Ж ж    | Ž ž            | ż                                    |
| З з    | Z z            | z                                    |
| И и 2) | I i            | y                                    |
| І і    | Ì ì            | i                                    |
| Ї ї    | Ї ї            | ji, i                                |
| Й й    | J j            | j                                    |
| К к    | K k            | k                                    |
| Л л    | L l            | l 1), ł                              |
| М м    | M m            | m                                    |
| Н н    | N n            | n                                    |
| О о    | O o            | o                                    |
| П п    | P p            | p                                    |
| Р р    | R r            | r                                    |
| С с    | S s            | s                                    |
| Т т    | T t            | t                                    |
| У у    | U u            | u                                    |
| Ф ф    | F f            | f                                    |
| Х х    | H h            | ch                                   |
| Ц ц    | C c            | c                                    |
| Ч ч    | Č č            | cz                                   |
| Ш ш    | Š š            | sz                                   |
| Щ щ    | Ŝ ŝ            | szcz                                 |
| Ь ь 2) | '              | ́ (znak zmiękczenia) lub pomija się1) |
| Ю ю    | Û û            | ju, iu, u                            |
| Я я    | Â â            | ja, ia, a                            |

1)Transkrypcja niektórych liter w połączeniu ze znakiem zmiękczenia:
зь – ź, zi; ль – l; сь – ś, si; ць – ć, ci 

2) W języku ukraińskim słowa rzadko zaczynają się na literę и. A litera ь zmiękcza literę przed nią, a słowo nigdy się od niej nie zaczyna

### Współczesna cyrylica kazachska
Zmodyfikowana cyrylica stanowiła alfabet służący do oficjalnego zapisu języka kazachskiego w Kazachstanie do października 2017 (w 2025 ostatecznie zastąpić ją w tej roli ma zmodyfikowany alfabet łaciński). Pierwszą urzędową wersję kazachskiej cyrylicy wprowadzono w 1940. Litery Вв, Ёё, Цц, Чч, Щщ, Ъъ, Ьь, Ээ występują wyłącznie w zapożyczeniach.
Alfabet oparty na cyrylicy, składający się z 42 liter, stosowany jest do zapisu języka w Kazachstanie i Mongolii. Jego twórcą jest Sarsen Amanżołow. Alfabet został oficjalnie wprowadzony do użytku w 1940 r. W 1951 r. literę Ӯ zastąpiono literą Ұ, а w 1957 r. wprowadzono literę Ё. Do 1957 r. litery charakterystyczne dla języka kazachskiego zapisywano na końcu alfabetu.
| А а | Ә ә | Б б | В в | Г г | Ғ ғ | Д д | Е е | Ё ё |
| Ж ж | З з | И и | Й й | К к | Қ қ | Л л | М м | Н н |
| Ң ң | О о | Ө ө | П п | Р р | С с | Т т | У у | Ұ ұ |
| Ү ү | Ф ф | Х х | Һ һ | Ц ц | Ч ч | Ш ш | Щ щ | Ъ ъ |
| Ы ы | І і | Ь ь | Э э | Ю ю | Я я |     |     |     |

### Współczesna cyrylica mongolska
Współczesny alfabet mongolski niewiele różni się od rosyjskiej cyrylicy, występują w nim jednak dodatkowe litery Ө (ө) i Ү (ү), służące do zapisu głosek nieistniejących w języku rosyjskim.
Zasady transkrypcji współczesnego alfabetu mongolskiego na alfabet polski zostały zaproponowane przez dra Jana Rogalę z Instytutu Orientalistycznego Uniwersytetu Warszawskiego. Zasady te stosuje między innymi Komisja Standaryzacji Nazw Geograficznych poza Granicami Rzeczypospolitej Polskiej przy ustalaniu zaleceń dotyczących polskiego nazewnictwa geograficznego obszaru Mongolii oraz dla mongolskich nazw z obszaru Mongolii Wewnętrznej.
Poniżej podano zaproponowane przez dra Jana Rogalę zasady transkrypcji alfabetu mongolskiego na alfabet polski i transliteracji na alfabet łaciński:
| Zasady transkrypcji i transliteracji współczesnego alfabetu mongolskiego według dra Jana Rogali | Zasady transkrypcji i transliteracji współczesnego alfabetu mongolskiego według dra Jana Rogali | Zasady transkrypcji i transliteracji współczesnego alfabetu mongolskiego według dra Jana Rogali | Zasady transkrypcji i transliteracji współczesnego alfabetu mongolskiego według dra Jana Rogali |
| Mongolski                                                                                       | Transliteracja                                                                                  | Transkrypcja                                                                                    | Przykłady transkrypcji                                                                          |
| ----------------------------------------------------------------------------------------------- | ----------------------------------------------------------------------------------------------- | ----------------------------------------------------------------------------------------------- | ----------------------------------------------------------------------------------------------- |
| А (а)                                                                                           | A (a)                                                                                           | A (a)                                                                                           | газар = gadzar                                                                                  |
| Б (б)                                                                                           | B (b)                                                                                           | B (b)                                                                                           | Бум = Bum                                                                                       |
| В (в)                                                                                           | V (v)                                                                                           | W (w)                                                                                           | Увс = Uws                                                                                       |
| Г (г)                                                                                           | G (g)                                                                                           | G (g)                                                                                           | баг = bag                                                                                       |
| Д (д)                                                                                           | D (d)                                                                                           | D (d)                                                                                           | Дорнод = Dornod                                                                                 |
| Е (е)                                                                                           | Ye (ye)                                                                                         | Je (je)                                                                                         | Еэвэн = Jeewen                                                                                  |
| Ё (ё)                                                                                           | Yo (yo)                                                                                         | Jo (jo)                                                                                         | Соёмбо = Sojombo                                                                                |
| Ж (ж)                                                                                           | J (j)                                                                                           | Dż (dż)                                                                                         | Жаргалант = Dżargalant                                                                          |
| З (з)                                                                                           | Z (z)                                                                                           | Dz (dz)                                                                                         | зам = dzam                                                                                      |
| И (и)                                                                                           | I (i)                                                                                           | I (i)                                                                                           | Биж = Bidż; Жинст = Dżinst                                                                      |
| Й (й)                                                                                           | I (i)                                                                                           | J (j )                                                                                          | Хэнтий = Chentij                                                                                |
| К (к)                                                                                           | K (k)                                                                                           | K (k)                                                                                           | (w zapożyczeniach) Москва = Moskwa                                                              |
| Л (л)                                                                                           | L (l)                                                                                           | L (l)                                                                                           | гол = gol                                                                                       |
| М (м)                                                                                           | M (m)                                                                                           | M (m)                                                                                           | Манлай = Manlaj                                                                                 |
| Н (н)                                                                                           | N (n)                                                                                           | N (n)                                                                                           | мандах = mandach                                                                                |
| О (о)                                                                                           | O (o)                                                                                           | O (o)                                                                                           | Орхон = Orсhon                                                                                  |
| Ө (ө)                                                                                           | Ö (ö)                                                                                           | Ö (ö) lub O (o)                                                                                 | Өлзийт = Öldzijt                                                                                |
| П (п)                                                                                           | P (p)                                                                                           | P (p)                                                                                           | Пэлжидийн = Peldżidijn                                                                          |
| Р (р)                                                                                           | R (r)                                                                                           | R (r)                                                                                           | Хайрхан = Chajrchan                                                                             |
| С (с)                                                                                           | S (s)                                                                                           | S (s)                                                                                           | Сэлэнгэ = Selenge                                                                               |
| Т (т)                                                                                           | T (t)                                                                                           | T (t)                                                                                           | Ихтамир = Ichtamir                                                                              |
| У (у)                                                                                           | U (u)                                                                                           | U (u)                                                                                           | Увс = Uws                                                                                       |
| Ү (ү)                                                                                           | Ü (ü)                                                                                           | Ü (ü) lub U (u)                                                                                 | бүрэн = büren                                                                                   |
| Ф (ф)                                                                                           | F (f)                                                                                           | F (f)                                                                                           | (w zapożyczeniach) Телефон = Telefon                                                            |
| Х (х)                                                                                           | Kh (kh)                                                                                         | Ch (ch)                                                                                         | Халх = Chalch                                                                                   |
| Ц (ц)                                                                                           | Ts (ts)                                                                                         | C (c)                                                                                           | Цахир = Сachir                                                                                  |
| Ч (ч)                                                                                           | Ch (ch)                                                                                         | Cz (cz)                                                                                         | Чойр = Czojr                                                                                    |
| Ш (ш)                                                                                           | Sh (sh)                                                                                         | Sz (sz)                                                                                         | тэшиг = teszig                                                                                  |
| Щ (щ)                                                                                           | Sch (sch)                                                                                       | Szcz (szcz)                                                                                     | (w zapożyczeniach) Щорс = Szczors                                                               |
| Ъ (ъ)                                                                                           | –                                                                                               | -                                                                                               | (rzadko stosowany)                                                                              |
| Ы (ы)                                                                                           | Y (y)                                                                                           | Y (y)                                                                                           | Шарынгол = Szaryngol                                                                            |
| Ь (ь)                                                                                           | i                                                                                               | znak zmiękczenia ´, wymawiane bardzo krótko i )                                                 | Дарьганга = Dar´ganga; Чандмань = Czandmań                                                      |
| Э (э)                                                                                           | E (e)                                                                                           | E (e)                                                                                           | Бэрх = Berch                                                                                    |
| Ю (ю)                                                                                           | Yu (yu)                                                                                         | Ju (ju)                                                                                         | юм = jum                                                                                        |
| Я (я)                                                                                           | Ya (ya)                                                                                         | Ja (ja)                                                                                         | Буянт = Bujant                                                                                  |

Samogłoski długie, zapisywane w alfabecie mongolskim przez podwojenie litery, dr Rogala proponuje oddawać w transkrypcji również za pomocą podwójnej litery (np. /uul/ góra). Zapis umlautu zaleca zarówno dla ө, jak i dla ү (obok zapisu bez znaków diakrytycznych).

### Współczesna cyrylica kirgiska i tadżycka
| A a | Б б | В в | Г г | Д д | Е е |
| Ё ё | Ж ж | З з | И и | Й й | К к |
| Л л | М м | Н н | Ң ң | О о | Ө ө |
| П п | Р р | С с | Т т | У у | Ү ү |
| Ф ф | Х х | Ц ц | Ч ч | Ш ш | Щ щ |
| Ъ ъ | Ы ы | Ь ь | Э э | Ю ю | Я я |

| A a | Б б | В в | Г г | Ғ ғ | Д д |
| E e | Ё ё | Ж ж | З з | И и | Ӣ ӣ |
| Й й | К к | Қ қ | Л л | М м | Н н |
| О о | П п | Р р | С с | Т т | У у |
| Ӯ ӯ | Ф ф | Х х | Ҳ ҳ | Ч ч | Ҷ ҷ |
| Ш ш | Ъ ъ | Э э | Ю ю | Я я |     |

### Cyrylica rumuńska i mołdawska
(używana na terytorium Rumunii do XIX wieku).
(używany w dawnych Mołdawskiej ASRR i Mołdawskiej SRR oraz obecnie na terytorium nieuznawanego Naddniestrza).

### Cyrylica polska dawna
Cesarz Rosji Mikołaj I Romanow planował od roku 1852 wprowadzenie cyrylicy, dostosowanej do zapisu języka polskiego w celu rusyfikacji Królestwa Polskiego. Plany takie istniały od lat 40. XIX wieku, projekt gotowy był w 1852, a pierwszy podręcznik („Elementarz dla dzieci wiejskich” – «Элемэнтар̌ъ для дзеци вейскихъ») ukazał się w 1865.
Próby te natrafiły jednak na wielkie trudności natury lingwistycznej i politycznej. Niemało przyczynił się do tego upór samego cara, który uważał się za specjalistę w tej dziedzinie.
Przykład
Fragmenty Powrotu Taty:
 Повро̂тъ Таты

 пр̌езъ А. Мицкевича

 По̂йдзьце о дзятки, по̂йдзьце вшистке разэм

 За място, подъ слупъ на взго̂рэкъ,

 Тамъ пр̌едъ цудовнымъ клęкнийце образэмъ,

 Побожне змо̂вце пацёрэкъ.

 Тато не враца ранки и вечоры

 Вэ лзах го чекамъ и трводзэ;

 Розлялы р̌еки, пэлнэ звер̌а боры,

 И пэлно збо̂йцо̂въ на дродзэ;-

 Слышąцъ то дзятки бегнą вшистке разэмъ

 За място подъ слупъ на взго̂рэкъ,

 Тамъ пр̌едъ цудовнымъ клęкая̨ образемъ,

 И зачиная̨ пацёрэкъ.

 Цалуя̨ земę, потэмъ въ Имę Ойца,

 Сына и Духа свęтэго,

 Бąдзь похвалёна пр̌енайсьвęтша Тро̂йца

 Тэразъ и часу вшелькего.

 (...)
Komentarze:
- Znaki diakrytyczne są nietypowe dla cyrylicy (występowały też w cyrylicy litewskiej[12]).
- Twarde znaki na końcu wyrazu: разэмъ Слышąцъ – to cecha cyrylicy przed reformą.
- По̂йдзьце – oznaczenie ć, dź użyte później w białoruskim
- „Spółgłoski niezmiękczalne”: пр̌езъ вшистке – to właściwość pisowni rosyjskiej

Obecnie cyrylica wykorzystywana jest do zapisu języka polskiego w społeczności wsi Wierszyna na Syberii. Stosowany standard zapisu różni się jednak od XIX-wiecznych publikacji, np. ę oddane jest przez эн.

### Cyrylica polska współczesna
Ze względu na nieznajomość alfabetu łacińskiego pośród wiernych na Białorusi od lat 90. XX wieku, Wydawnictwo Diecezjalne Diecezji grodzieńskiej publikuje modlitewniki i zbiory pieśni kościelnych po polsku, ale w zapisie cyrylicznym.
Przykład: Modlitwa Pańska
Ойчэ наш, ктурысь ест в небе, сьвенць се Име Твое, пшыйдзь Крулество Твое, боньдзь воля Твоя, яко в небе так и на земи. Хлеба нашэго повшэднего дай нам дзисяй. И одпусьць нам нашэ вины, яко и мы одпушчамы нашым виновайцом. И не вудзь нас на покушэне, але нас збав одэ злэго. Амэн.
Transliteracja:
Ojče naš, kturys’ jest v njebje, s’vjenc’ sje Imje Tvoje, pšyjdz’ Kruljestvo Tvoje, bon’dz’ volja Tvoja, jako v njebje tak i na zjemi. Chljeba našego povšednjego daj nam dzisjaj. I odpus’c’ nam naše viny, jako i my odpuščamy našym vinovajcom. I nje vudz’ nas na pokušenje, alje nas zbav ode zlego. Amen.
Standardowa polszczyzna w zapisie alfabetem łacińskim:
Ojcze nasz, któryś jest w niebie, święć się Imię Twoje, przyjdź Królestwo Twoje, bądź wola Twoja, jako w niebie tak i na ziemi. Chleba naszego powszedniego daj nam dzisiaj. I odpuść nam nasze winy, jako i my odpuszczamy naszym winowajcom. I nie wódź nas na pokuszenie, ale nas zbaw ode złego. Amen.

## Unikodowy zapis cyrylicy
W standardzie Unicode cyrylica jest zaadresowana w dwóch blokach: podstawowym Cyrillic i uzupełniającym Cyrillic Supplement, obejmujących adresy od U+0400 do U+052F. Znaki o adresach od U+0400 do U+045F znane z wcześniejszego standardu ISO 8859-5 zostały przeniesione do góry o 864 pozycje. Znaki zaadresowane od U+0460 do U+0489 to litery historyczne, które obecnie nie są stosowane w cyrylicy. Znaki zaadresowane od U+048A do U+052F to litery dodatkowe dla różnych języków, które stosują cyrylicę.
Unikod nie obejmuje cyrylickich znaków akcentowych, ale litery z akcentami można tworzyć dodając po akcentowanej samogłosce (np. е́ у́ э́) dostawny znak diakrytyczny tzw. akut dostawny (U+0301). W tablicy znaków można także zastosować symboli „użytku prywatnego”.
W standardzie Unicode 5.1, wydanym 4 kwietnia 2008, wprowadzono znaczące zmiany w blokach znaków cyrylickich. Zmodyfikowano bloki Cyrillic oraz Cyrillic Supplement, dodano bloki: Cyrillic Extended A (2DE0...2DFF) oraz Cyrillic Extended B (A640...A69F), które znacząco poprawiły wsparcie dla alfabetów w językach: staro-cerkiewno-słowiańskim, abchaskim, aleuckim, czuwaskim, kurdyjskim i mołdawskim.
Znaki interpunkcyjne w cyrylicy są podobne do znaków interpunkcyjnych w łacince.
|     | 0 | 1 | 2 | 3 | 4 | 5 | 6 | 7 | 8 | 9 | A | B | C | D | E | F |
| 040 | Ѐ | Ё | Ђ | Ѓ | Є | Ѕ | І | Ї | Ј | Љ | Њ | Ћ | Ќ | Ѝ | Ў | Џ |
| 041 | А | Б | В | Г | Д | Е | Ж | З | И | Й | К | Л | М | Н | О | П |
| 042 | Р | С | Т | У | Ф | Х | Ц | Ч | Ш | Щ | Ъ | Ы | Ь | Э | Ю | Я |
| 043 | а | б | в | г | д | е | ж | з | и | й | к | л | м | н | о | п |
| 044 | р | с | т | у | ф | х | ц | ч | ш | щ | ъ | ы | ь | э | ю | я |
| 045 | ѐ | ё | ђ | ѓ | є | ѕ | і | ї | ј | љ | њ | ћ | ќ | ѝ | ў | џ |
| 046 | Ѡ | ѡ | Ѣ | ѣ | Ѥ | ѥ | Ѧ | ѧ | Ѩ | ѩ | Ѫ | ѫ | Ѭ | ѭ | Ѯ | ѯ |
| 047 | Ѱ | ѱ | Ѳ | ѳ | Ѵ | ѵ | Ѷ | ѷ | Ѹ | ѹ | Ѻ | ѻ | Ѽ | ѽ | Ѿ | ѿ |
| 048 | Ҁ | ҁ | ҂ | ҃  | ҄  | ҅  | ҆  | Ӻ | ҈  | ҉  | Ҋ | ҋ | Ҍ | ҍ | Ҏ | ҏ |
| 049 | Ґ | ґ | Ғ | ғ | Ҕ | ҕ | Җ | җ | Ҙ | ҙ | Қ | қ | Ҝ | ҝ | Ҟ | ҟ |
| 04A | Ҡ | ҡ | Ң | ң | Ҥ | ҥ | Ҧ | ҧ | Ҩ | ҩ | Ҫ | ҫ | Ҭ | ҭ | Ү | ү |
| 04B | Ұ | ұ | Ҳ | ҳ | Ҵ | ҵ | Ҷ | ҷ | Ҹ | ҹ | Һ | һ | Ҽ | ҽ | Ҿ | ҿ |
| 04C | Ӏ | Ӂ | ӂ | Ӄ | ӄ | Ӆ | ӆ | Ӈ | ӈ | Ӊ | ӊ | Ӌ | ӌ | Ӎ | ӎ | Ӻ |
| 04D | Ӑ | ӑ | Ӓ | ӓ | Ӕ | ӕ | Ӗ | ӗ | Ә | ә | Ӛ | ӛ | Ӝ | ӝ | Ӟ | ӟ |
| 04E | Ӡ | ӡ | Ӣ | ӣ | Ӥ | ӥ | Ӧ | ӧ | Ө | ө | Ӫ | ӫ | Ӭ | ӭ | Ӯ | ӯ |
| 04F | Ӱ | ӱ | Ӳ | ӳ | Ӵ | ӵ | Ӷ | ӷ | Ӹ | ӹ | Ӻ | ӻ | Ӽ | ӽ | Ӿ | ӿ |
| 050 | Ԁ | ԁ | Ԃ | ԃ | Ԅ | ԅ | Ԇ | ԇ | Ԉ | ԉ | Ԋ | ԋ | Ԍ | ԍ | Ԏ | ԏ |
| 051 | Ԑ | ԑ | Ԓ | ԓ | � | � | █ | █ | █ | █ | █ | █ | █ | █ | █ | █ |
| 052 | █ | █ | █ | █ | █ | █ | █ | █ | █ | █ | █ | █ | █ | █ | █ | █ |

� zarezerwowany, █ pusty